# 12169 Мунстерман
12169 Мунстерман (12169 Munsterman) — астероїд головного поясу, відкритий 16 жовтня 1977 року.
Тіссеранів параметр щодо Юпітера — 3,653.